# Béatrice de Castille (1242-1303)
Pour l’article homonyme, voir Béatrice de Castille.
 (novembre 2019).
Si vous disposez d'ouvrages ou d'articles de référence ou si vous connaissez des sites web de qualité traitant du thème abordé ici, merci de compléter l'article en donnant les références utiles à sa vérifiabilité et en les liant à la section « Notes et références ».
Béatrice de Castille, née en 1242 et morte en 1303, est reine de Portugal par son mariage.

## Biographie
Elle est la fille illégitime d'Alphonse X et de Mayor Guillén de Guzmán (en).
Béatrice de Castille épousa en 1254 Alphonse III.
De cette union naîtront :
- Blanche de Portugal (1259-1321) elle entra dans les ordres et devint abbesse.
- Ferdinand de Portugal (1260-1262).
- Denis 1er.
- Alphonse de Portugal (1263-1312), en 1287 il épousa Yolande de Penafiel et d'Escalona (morte en 1314) (postérité).
- Sancie de Portugal (1264-1302).
- Marie de Portugal (1265-1304).
- Constance de Portugal (1266-1271).
- Vincent de Portugal (1268-1271).